# Strand, Nordland
Strand är en  tätort i Sortlands kommun i Nordland fylke i norra Norge. Orten ligger vid riksväg 85, på östra sidan av Sortlandssundet.